# كريستيان بايغا
كريستيان بايغا  (بالإنجليزية: Christian Pouga)‏ (مواليد 19 يونيو 1986) لاعب كرة قدم البرتغال يجيد اللعب في خط الهجوم . يلعب حاليا لصالح نادي ليتشويس البرتغال.

## روابط خارجية
- كريستيان بايغا على موقع اتحاد تركيا (لاعب) (الإنجليزية)
- كريستيان بايغا على موقع قاعدة بيانات كرة القدم.إي يو (الإنجليزية)
- كريستيان بايغا على موقع Soccerway.com (الإنجليزية)
- كريستيان بايغا على موقع عالم كرة القدم.نت (الإنجليزية)
- كريستيان بايغا على موقع كووورة
- كريستيان بايغا على موقع AS.com (الإسبانية)